# Kung Fu: The Legend Continues
Kung Fu: The Legend Continues (Kung Fu: la leyenda continúa) es una serie de televisión estadounidense, producida por la Warner Bros televisión y protagonizada por David Carradine.
Basada en la serie original Kung Fu, de 1972-1975, David Carradine interpreta al nieto de Kwai Chang Caine, Kwai Chang Caine III, tiene un hijo policía Peter Caine, se reencuentran después de quince años, juntos empiezan a vivir aventuras, en el barrio chino, donde el crimen es la moneda corriente.
Por la serie pasaron grandes actores como: Patrick Macnee, Clint Walker, Robert Vaughn, Linda Thorson y Robert Carradine. La serie terminó en 1997 después de 84 capítulos.

## Argumento
Kwai Chang Caine es nieto del inmigrante chino del mismo nombre que llegó al oeste de Norteamérica en el siglo XIX buscando a su medio hermano. Tal como su ancestro, es un monje budista, cabeza de un monasterio Shaolin recientemente fundado en el norte de California y padre de Peter Caine, de doce años, quien vive en el templo junto a su padre siguiendo las enseñanzas taoístas y la filosofía pacífica de los monjes. 
Una noche un monje renegado, que había sido expulsado por Kwai Chang al descubrir que entrenaba asesinos en el monasterio, regresa junto a un grupo de mercenarios y destruye el templo; aunque padre e hijo sobreviven son separados y cada uno comienza una nueva vida creyendo muerto al otro, Peter es adoptado por un policía y crece para convertirse en detective de policía en el Barrio Chino mientras su padre se transforma en un monje errante y por quince años viaja por todo el país.
Un día que Kwai Chang rescata a algunas personas de un incendio en el Barrio Chino se reencuentra con su hijo, quien ahora ya es un hombre, por lo cual decide establecerse en el barrio con una tienda de medicina tradicional y artes marciales, aprovechando esta oportunidad para recuperar el tiempo perdido y descubrir en que se han convertido ambos con el paso de los años, mientras ayuda a su hijo en las investigaciones policiales con sus conocimientos y habilidades en artes marciales al tiempo que enfrentan también a los viejos enemigos del templo y a las fuerzas del mal que los monjes Shaolin han enfrentado desde hace mucho.

## Elenco
- David Carradine es Kwai Chang Caine.
- Chris Potter es Peter Caine.
- Kim Chan es Lo Si.
- Robert Lansing es Paul Blaisdell.
- Scott Wentworth es Detective Griffin
- William Dunlop es Jefe de Detectives.